# 韋謝拉河
韋謝拉河（烏克蘭語：Весела），是烏克蘭的河流，位於該國東北部，屬於沃爾斯克利齊亞河的支流，發源自普羅科片科韋以南，流經蘇梅州，河口處在基里基夫卡附近，河道全長18公里。